# 花見達也
花見 達也（はなみ たつや、1996年11月12日 - ）は、日本の男性プロレスラー。福島県会津若松市出身。血液型O型。2AW所属。

## 経歴

### 2018年
- 4月22日、KAIENTAI-DOJO後楽園ホール大会におけるvs本田アユム&最上九戦（パートナーは柏大五郎）にてデビュー。6分52秒、羽織固め→ギブアップで敗れる[1]。
- 4月29日～5月6日、K-METALに初出場。全敗に終わる。
  - 4月29日 vs加藤拓歩（大日本プロレス）
  - 5月3日 vsケリー・シックス
  - 5月4日 vsマリーンズマスク
  - 5月5日 vs脇田真一朗（プロレス実験団GUYZ/BRAVES）
- 5月13日、千葉・Blue Fieldで行われたチーバトル1にて、真霜拳號と初シングルマッチ。無道→ギブアップで敗れる。
- 12月24日、千葉・Blue Fieldで行われたK-SPECIAL 〜年内最終興行〜にて、RoS“マリーンズマスク”ラストマッチ戦に抜擢される。

### 2019年
- 2月10日、GRAND SLAM in Blue Fieldで行われた千葉6人タッグ選手権試合にて、王者・吉野コータロー、ダイナソー拓真、超人勇者Gヴァリオン（BRAVES）にタンク永井、吉田綾斗と挑戦。王者組を下し千葉6人タッグ第9代王者組となる。
- 2月16日、チーバトル24にて行われた千葉6人タッグ選手権試合にて挑戦者の浅川紫悠、本田アユム、最上九を下し初防衛に成功。
- 3月3日、「グランドスラム in TKP」においてヤス・ウラノとシングルマッチ。プロレスの奥深さを知ったシングルマッチだったと語る。
- 3月21日、“平成最後の”鎌スタ☆プロレスDAY〜吹き荒れろ、春の嵐！大会での千葉6人タッグ選手権試合にて、挑戦者の滝澤大志、梶トマト、テイラー・アダムスを下し２度目の防衛に成功。
- 4月13日、KAIENTAI DOJO 17周年記念大会、第１試合、花見達也・洞口義浩vs大和ヒロシ・テイラー・アダムス戦にて、スクールボーイでテイラー・アダムスを下し初の自力勝利に成功する。
- 4月27日～、ちばまつり10連戦。「花見達也のひとりK-METAL5番勝負」。
  - 4月27日 vs石川勇希（大日本プロレス）
  - 4月28日 vs中野貴人（プロレスリングBASARA）
  - 4月30日 vs鈴木裕太（トレーニングジムFB）
  - 5月1日 vs大森北斗（全日本プロレス）
  - 5月3日 vs脇田真一朗（BRAVES/プロレス実験団GUYZ）
  - 5月6日 ご褒美マッチ、vs吉田綾斗
- 5月2日、稲垣テントpresents KAIENTAI DOJOちばまつり2019『〜交流？対抗？〜 BASARA DAY』大会での千葉6人タッグ選手権試合にて、挑戦者の木高イサミ、関根龍一、下村大樹を下し3度目の防衛に成功。
- 5月23日、D-BREAK（大日本プロレス主催興行）にて行われた千葉6人タッグ選手権試合にて、挑戦者の岡林裕二、関本大介、石川勇希を下し4度目の防衛に成功。
- 5月26日、「KAIENTAI-DOJO最終興行〜17年間ありがとう〜」において、“あの頃“の十嶋くにおとシングルマッチ。6分46秒、バックドロップ→体固めで敗れる。
- 6月2日、新団体2AWに旗揚げメンバーとして参加。ティーラン獅沙とシングルマッチを行い、5分10秒逆片エビ固め→ギブアップ勝利。
- 6月20日、2AW新木場1stRING大会にて行われた、千葉6人タッグ選手権試合にて挑戦者、ラッセ&ヤッペーマン1号&ヤッペーマン2号に敗れ、防衛に失敗する。
- 12月11日、2AW新木場1stRING大会において藤田教頭（藤田プロレススクール）と初対戦。
- 11月19日、「藤田プロレス☆スクール興行 〜秋の特別授業2019〜」において、吉田綾斗&タンク永井とタッグを組み、ヤス・ウラノ&翔太&最上九と6人タッグマッチ。

### 2020年
- 7月10日、2AW新木場大会にて、真霜拳號、十嶋くにおとの共闘を選ぶ。
- 8月2日、GRAND SLAM in [後楽園ホール大会にて行われた2AWタッグ選手権試合で、王者組、滝澤大志・本田アユムを、12分55秒 公認ハイフライバム→エビ固めで下し2AWタッグ王座第4代目王者組となる。(パートナーは真霜拳號)
- 9月4日、2AW新木場1stRING大会にて行われた2AWタッグ選手権試合で、挑戦者組のタンク永井・笹村あやめを、21分19秒 公認ハイフライバム→エビ固めで下し初防衛に成功。
- 9月22日、GRAND SLAM in TKPガーデンシティ千葉大会にて行われた2AWタッグ選手権試合で、挑戦者組の浅川紫悠・滝澤大志を下し2度目の防衛に成功。
- 9月30日、飛鳥プロレス1周年記念大会にて行われた2AWタッグ選手権試合で、挑戦者組、木藤裕次・松田慶三組を下し、3度目の防衛に成功。
- 10月16日、GRAND SLAM in 後楽園ホールにて行われた2AWタッグ選手権試合で、挑戦者のTHE・アンドリュー"キング"拓真・入江茂弘組に敗れ、防衛に失敗する。

## 得意技
ドロップキック
ランニングフォアアーム
各種丸め込み
ハイフライバム
ジャンピングバックエルボー

## タイトル歴
- 千葉6人タッグ王座（第9代）（パートナーはタンク永井、吉田綾斗）
- 2AWタッグ王座（第4代）（パートナーは真霜拳號）